# Lista över byggnadsminnen i Blekinge län
Förteckning över byggnadsminnen i Blekinge län.

## Karlshamns kommun
| Namn                                                    | Ursprunglig funktion                     | Byggår           | Arkitekt              | Plats     | Läge               | Anläggnings-ID | Bild                                    |
| ------------------------------------------------------- | ---------------------------------------- | ---------------- | --------------------- | --------- | ------------------ | -------------- | --------------------------------------- |
| Asschierska huset (Stockholm 1)                         | Borgargård, rådhus, arkiv (1 byggnad)    | 1682             |                       | Karlshamn | 56.17040, 14.86170 |                | Ladda upp en till bild av denna byggnad |
| Froarps vattenverk (Froarp 14:1)                        | Vattenverk (5 byggnader)                 | 1903             |                       | Froarp    | 56.22158, 14.84952 |                | Ladda upp en till bild av denna byggnad |
| Karlshamns rådhus (Kalmar 10)                           | Offentlig förvaltning (1 byggnad)        | 1899             | Gustaf Adolf Lindberg | Karlshamn | 56.1697, 14.8638   |                | Ladda upp en till bild av denna byggnad |
| Kvarteret Skänninge 16 (Skänninge 16)                   | Borgargård, handelsgård (1 byggnad)      | 1800             |                       | Karlshamn | 56.17195, 14.86293 |                | Ladda upp en till bild av denna byggnad |
| Kvarteret Ystad 10 (Ystad 10)                           | Borgargård (1 byggnad)                   | 1700-talets slut |                       | Karlshamn | 56.16699, 14.86848 |                | Ladda upp en till bild av denna byggnad |
| Pengabergets vattenreservoar (Karlshamn 4:1)            | Vattenreservoar, vattentorn (1 byggnad)  | 1903             |                       | Karlshamn | 56.17448, 14.87456 |                | Ladda upp en till bild av denna byggnad |
| Skottsbergska gården (Triangeln 2)                      | Borgargård, handelsgård (6 byggnader)    | 1766             |                       | Karlshamn | 56.17429, 14.85864 |                | Ladda upp en till bild av denna byggnad |
| Televerkets hus (Riga 17)                               | Telegrafstation och televerk (1 byggnad) | 1915             |                       | Karlshamn | 56.17117, 14.86417 |                | Ladda upp en till bild av denna byggnad |
| Tennishallen (Tennishallen 1-2)                         | Sporthall (1 byggnad)                    | 1937             |                       | Karlshamn | 56.16752, 14.87653 |                | Ladda upp en till bild av denna byggnad |
| Villa Albertsberg (Karlshamn 5:21)                      | Fritidshus, sommarvilla (4 byggnader)    | 1897             |                       | Karlshamn | 56.15989, 14.88545 |                | Ladda upp en till bild av denna byggnad |
| Väggaskolan, "gamla och nya skolan" (Läroverket 2)      | Skola (2 byggnader)                      | 1918             |                       | Karlshamn | 56.16498, 14.87250 |                | Ladda upp en till bild av denna byggnad |
| Wahlströmska gården (Simrishamn 27; f.d. Karlshamn 2:1) | Borgargård (3 byggnader)                 | 1700-talet       |                       | Karlshamn | 56.16628, 14.86557 |                | Ladda upp en till bild av denna byggnad |

## Karlskrona kommun
| Namn | Ursprunglig funktion                           | Byggår                   | Arkitekt | Plats             | Läge               | Anläggnings-ID | Bild                                                                      |
| --- | ---------------------------------------------- | ------------------------ | -------- | ----------------- | ------------------ | -------------- | ------------------------------------------------------------------------- |
| Karlskrona fästning, Aspö och Tjurkö, inklusive Ellenabben (Aspö 6:40, 6:62, 4:75, 6:87 och Tjurkö 7:21, 7:47) | Befästning (inga byggnader)                    | 1600-talet               |          | Drottningskär     | 56.11, 15.58       |                | Ladda upp en till bild av denna byggnad                                   |
| Afvelsgärde gård (Avelsgärde 1:1)                                                                              | Kronogård                                      | 1759                     |          | Karlskrona        | koordinater saknas |                | Ladda upp en bild av denna byggnad                                        |
| Stenbrottsbatteriet, Tjurkö (Tjurkö 7:16, 7:17 och 7:22)                                                       | Befästning                                     | 1910                     |          | Tjurkö            | koordinater saknas |                | Ladda upp en till bild av denna byggnad                                   |
| Augerums nya herrgård (Augerum 1:21)                                                                           | Herrgård (1 byggnad)                           | 1815                     |          | Augerum           | 56.21720, 15.67485 |                | Ladda upp en till bild av denna byggnad                                   |
| Basareholmen (Karlskrona 2:27)                                                                                 | Örlogsbas (17 byggnader)                       | 1700-talets slut         |          | Karlskrona        | 56.15761, 15.60926 |                | Ladda upp en till bild av denna byggnad                                   |
| Bergqvistska gården (Wachtmeister 34)                                                                          | Borgargård,Handelsgård (8 byggnader)           | 1791                     |          | Karlskrona        | 56.16189, 15.58231 |                | Ladda upp en till bild av denna byggnad                                   |
| Bröderna Mårtenssons båtbyggeri (Hästholmen 1:3)                                                               | Varv (2 byggnader)                             | 1934                     |          | Hästholmen        | 56.07807, 15.76991 |                | Ladda upp en till bild av denna byggnad                                   |
| Drottningskärs kastell (Drottningskär 1:1)                                                                     | Befästning, kastell (3 byggnader)              | 1680                     |          | Drottningskär     | 56.11060, 15.56384 |                | Ladda upp en till bild av denna byggnad                                   |
| Flensburgska gården (Sjöblad 38)                                                                               | Borgargård (2 byggnader)                       | 1791                     |          | Karlskrona        | 56.16320, 15.59338 |                | Ladda upp en till bild av denna byggnad                                   |
| Godnatts fästningstorn (Karlskrona 2:24; f.d. stg 186)                                                         | Befästning (1 byggnad)                         | 1863                     |          | Karlskrona        | 56.14140, 15.59442 |                | Ladda upp en till bild av denna byggnad                                   |
| Grevagården (Wachtmeister 54; f.d.Wachtmeister 47)                                                             | Bostadshus,Palats och stadsvilla (5 byggnader) | 1705                     |          | Karlskrona        | 56.16224, 15.58149 |                | Ladda upp en till bild av denna byggnad                                   |
| Hallströmska gården (af Trolle 7)                                                                              | Borgargård (1 byggnad)                         | 1600-talets slut         |          | Karlskrona        | 56.15865, 15.59121 |                | Ladda upp en till bild av denna byggnad                                   |
| Hokvinden (Karlskrona 4:20)                                                                                    | Örlogsvarv (1 byggnad)                         | 1800-talets början       |          | Karlskrona        | 56.15483, 15.58072 |                | Ladda upp en till bild av denna byggnad                                   |
| Hollströmska magasinet (Hästkvarnen 7)                                                                         | Örlogsbas (1 byggnad)                          | 1783                     |          | Karlskrona        | 56.15903, 15.59413 |                | Ladda upp en till bild av denna byggnad                                   |
| Hubendickska huset (Sheldon 5)                                                                                 | Bostadshus (1 byggnad)                         | 1889                     |          | Karlskrona        | 56.16191, 15.58901 |                | Ladda upp en till bild av denna byggnad                                   |
| Kvarteret af Trolle 4 och 5 (af Trolle 4 och 5)                                                                | Borgargård (1 byggnad)                         | 1600-talets slut         |          | Karlskrona        | 56.15876, 15.59023 |                | Ladda upp en till bild av denna byggnad                                   |
| Augerums gamla herrgård (Augerum S:1 (del av), 1:1, 2:1, 3:1 och 4:1)                                          | Herrgård (10 byggnader)                        | 1724                     |          | Augerum           | 56.21884, 15.67642 |                | Ladda upp en till bild av denna byggnad                                   |
| Emanuelskyrkan, Karlskrona (Dockan 25)                                                                         | Frikyrka (1 byggnad)                           | 1870                     |          | Karlskrona        | 56.16061, 15.57863 |                | Ladda upp en till bild av denna byggnad                                   |
| Kruthuset på Ljungskär (Karlskrona 2:12; f.d. stg 117)                                                         | Befästning (1 byggnad)                         | 1754                     |          | Karlskrona        | 56.16939, 15.57633 |                | Ladda upp en till bild av denna byggnad                                   |
| Kruthuset och våghuset på Mjölnarholmen (Karlskrona 2:13; f.d. stg 114)                                        | Befästning (2 byggnader)                       | 1739                     |          | Karlskrona        | 56.16511, 15.60419 |                | Ladda upp en till bild av denna byggnad                                   |
| Portalkran 14 (Karlskrona 4:20)                                                                                | Varv (1 byggnad)                               | 1960                     |          | Karlskrona        | 56.15717, 15.57556 |                | Ladda upp en till bild av denna byggnad                                   |
| Gamla mastkranen (Karlskrona 4:20)                                                                             | Varv,Örlogsvarv (1 byggnad)                    | 1806                     |          | Karlskrona        | 56.15900, 15.57529 |                | Ladda upp en till bild av denna byggnad                                   |
| Varmbadhuset i Karlskrona (Nauckhoff 15)                                                                       | Badhus,Simhall (1 byggnad)                     | 1904                     |          | Karlskrona        | 56.16586, 15.58870 |                | Ladda upp en till bild av denna byggnad                                   |
| Residenset i Karlskrona (Residenset 7)                                                                         | Residens (3 byggnader)                         | 1911                     |          | Karlskrona        | 56.15825, 15.59269 |                | Ladda upp en till bild av denna byggnad                                   |
| Gamla vattentornet på Trossö (Sjöstjerna 3)                                                                    | Vattentorn,Vattenreservoar (1 byggnad)         | 1863                     |          | Karlskrona        | 56.16051, 15.58716 |                | Ladda upp en till bild av denna byggnad                                   |
| Saltkokningshuset (Stumholmen 1:1; f.d. 1:2)                                                                   | Örlogsbas (1 byggnad)                          | 1847                     |          | Karlskrona        | 56.15887, 15.59972 |                | Ladda upp en till bild av denna byggnad                                   |
| Bastion Kungshall (Stumholmen 1:2; f.d. stg 113)                                                               |                                                | 1680-talet               |          | Karlskrona        | 56.15837, 15.60122 |                | Ladda upp en till bild av denna byggnad                                   |
| Bageribostället (Stumholmen 2:10; f.d. 1:2)                                                                    | Tjänstebostad,Örlogsbas (1 byggnad)            | 1600- eller 1700-talet   |          | Karlskrona        | 56.16042, 15.59774 |                | Ladda upp en till bild av denna byggnad                                   |
| Bageriet/Beklädnadsförrådet (Stumholmen 2:10; f.d. 1:2)                                                        | Örlogsbas (1 byggnad)                          | 1730                     |          | Karlskrona        | 56.16058, 15.59650 |                | Ladda upp en till bild av denna byggnad                                   |
| Militärhäktet (Stumholmen 2:11; f.d. 1:2)                                                                      | Örlogsbas (1 byggnad)                          | 1911                     |          | Karlskrona        | 56.16043, 15.59806 |                | Ladda upp en till bild av denna byggnad                                   |
| Båtsmanskasernen/Nya magasinet (Stumholmen 2.14)                                                               | Kasernetablissemang (1 byggnad)                | 1847                     |          | Karlskrona        | 56.15971, 15.59719 |                | Ladda upp en till bild av denna byggnad                                   |
| Hangarerna och uppdragningsrampen (Stumholmen 2:15 och 2:16; f.d. 1:2)                                         | Örlogsbas (2 byggnader)                        | 1916                     |          | Karlskrona        | 56.15914, 15.59908 |                | Ladda upp en till bild av denna byggnad                                   |
| Tunnebodsmagasinet (Stumholmen 2:1)                                                                            | Örlogsbas (1 byggnad)                          | 1718 eller tidigare      |          | Karlskrona        | 56.15941, 15.59765 |                | Ladda upp en till bild av denna byggnad                                   |
| Desinfektionshuset (Stumholmen 2:22; f.d. 2:1)                                                                 | Sjukhus (1 byggnad)                            | 1889                     |          | Karlskrona        | 56.16094, 15.60064 |                | Ladda upp en till bild av denna byggnad                                   |
| Epidemisjukhuset (Stumholmen 2:22; f.d. 2:1)                                                                   | Sjukhus (1 byggnad)                            | 1820?                    |          | Karlskrona        | 56.16112, 15.60023 |                | Ladda upp en till bild av denna byggnad                                   |
| Kokhuset (Stumholmen 2:22; f.d. 2:1)                                                                           | Örlogsbas (1 byggnad)                          | 1875                     |          | Karlskrona        | 56.16126, 15.60035 |                | Ladda upp en till bild av denna byggnad                                   |
| Kungshallsmagasinet (Stumholmen 2:2; f.d.Stumholmen 1:2)                                                       | Örlogsbas (1 byggnad)                          | 1792                     |          | Karlskrona        | 56.15833, 15.60048 |                | Ladda upp en till bild av denna byggnad                                   |
| Corps de garde (Stumholmen 2:9; f.d. 1:2)                                                                      | Örlogsbas (1 byggnad)                          | 1739                     |          | Karlskrona        | 56.16078, 15.59717 |                | Ladda upp en till bild av denna byggnad                                   |
| Kasern Sparre (Sparre 3)                                                                                       | Kasernetablissemang (1 byggnad)                | 1795                     |          | Karlskrona        | 56.16079, 15.59341 |                | Ladda upp en till bild av denna byggnad                                   |
| Köpmannagården i Kristianopel (Kristianopel 10:14)                                                             | Borgargård,Handelsgård (5 byggnader)           | 1700-talets början       |          | Kristianopel      | 56.25787, 16.04229 |                | Ladda upp en till bild av denna byggnad                                   |
| Kronokvarnen i Lyckeby (Kvarnen 1; f.d.Lyckeby 27:1 och 4:103)                                                 | Kvarn,Industrikvarn (1 byggnad)                | 1721                     |          | Karlskrona        | 56.19704, 15.65977 |                | Ladda upp en till bild av denna byggnad                                   |
| Kungsholms fort (Karlskrona 2:30; f.d. stg 202)                                                                | Befästning,Borg (14 byggnader)                 | 1680                     |          | Tjurkö            | 56.10797, 15.58877 |                | Ladda upp en till bild av denna byggnad                                   |
| Kungshuset (Dahlberg 3-4)                                                                                      | Kungshus,Boställe,Officersboställe (1 byggnad) | 1787                     |          | Karlskrona        | 56.16292, 15.58457 |                | Ladda upp en till bild av denna byggnad                                   |
| Kurrholmens fästningstorn (Karlskrona 2:20; f.d. stg 182)                                                      | Befästning (1 byggnad)                         | 1863                     |          | Karlskrona        | 56.14161, 15.54537 |                | Ladda upp en till bild av denna byggnad                                   |
| Långörens lotshus (Torhamns-Långören 1:13)                                                                     | Lotsstation och lotsplats (2 byggnader)        | 1878                     |          | Torhamn (utanför) | 56.06328, 15.82005 |                | Ladda upp en bild av denna byggnad                                        |
| Byggnader mm. på Lindholmen (Karlskrona 4:20)                                                                  | Varv,Örlogsvarv (10 byggnader)                 | 1700-talet               |          | Karlskrona        | 56.15256, 15.58263 |                | Ladda upp en bild av denna byggnad                                        |
| Lotsstugan på Stumholmen (Stumholmen 2:18; f.d. 1:2)                                                           | Örlogsbas (1 byggnad)                          | 1868                     |          | Karlskrona        | 56.15888, 15.59941 |                | Ladda upp en till bild av denna byggnad                                   |
| Lyckebybron Lyckeby 1:1                                                                                        | Bro (1 byggnad)                                | 1790                     |          | Karlskrona        | 56.19700, 15.66028 |                | Ladda upp en till bild av denna byggnad                                   |
| Lyckeby källa (Vedeby 16:1)                                                                                    | Vattenbrunn (1 byggnad)                        | 1795                     |          | Karlskrona        | 56.19961, 15.65330 |                | Ladda upp en till bild av denna byggnad                                   |
| Monteliuska gården (Sjöblad 68)                                                                                | Borgargård (3 byggnader)                       | 1792                     |          | Karlskrona        | 56.16314, 15.59308 |                | Ladda upp en till bild av denna byggnad                                   |
| Nordenskjöldska gården (Bonde 8; f.d. Bonde 9)                                                                 | Borgargård (3 byggnader)                       | 1794                     |          | Karlskrona        | 56.16003, 15.58561 |                | Ladda upp en till bild av denna byggnad                                   |
| Palanderska gården (Hubendick 3; f.d. Stuart-Hubendick 1 A)                                                    | Ämbets- och tjänstemannaboställe (2 byggnader) | 1700-talets början       |          | Karlskrona        | 56.16645, 15.59154 |                | Ladda upp en till bild av denna byggnad                                   |
| Rådman Lunds gård (Clerk 26)                                                                                   | Borgargård,Handelsgård (1 byggnad)             | 1712-1715                |          | Karlskrona        | 56.16162, 15.57720 |                | Ladda upp en till bild av denna byggnad                                   |
| Repslagarebanan på Lindholmen (Karlskrona 4:20)                                                                | Örlogsvarv,Varv (1 byggnad)                    | 1696                     |          | Karlskrona        | 56.15153, 15.58458 |                | Se fler bilder av denna byggnad · Ladda upp en till bild av denna byggnad |
| Skärva herrgård (Skärva 1:1)                                                                                   | Herrgård (4 byggnader)                         | 1796                     |          | Karlskrona        | 56.20086, 15.57349 |                | Ladda upp en till bild av denna byggnad                                   |
| Slup- och barkasskjulet (Karlskrona 2:8; f.d.2:1)                                                              | Örlogsbas (1 byggnad)                          | 1789                     |          | Karlskrona        | 56.16104, 15.59794 |                | Ladda upp en till bild av denna byggnad                                   |
| Södööska gården (Rådmannen 10 och 17)                                                                          | Borgargård (5 byggnader)                       | 1790                     |          | Karlskrona        | 56.15998, 15.58485 |                | Ladda upp en till bild av denna byggnad                                   |
| Stora kruthuset på Koholmen (Karlskrona 2:28; f.d. stg 190)                                                    | Befästning (7 byggnader)                       | 1700-talet               |          | Karlskrona        | 56.15935, 15.61406 |                | Ladda upp en till bild av denna byggnad                                   |
| Stora Vörta (Stora Vörta 1:68)                                                                                 | Bondgård (3 byggnader)                         | 1700-talets första hälft |          | Nättraby          | 56.20352, 15.54555 |                | Ladda upp en bild av denna byggnad                                        |
| Sydkustens örlogsbas (Karlskrona 4:17 m.fl)                                                                    | Örlogsbas, kyrka (41 byggnader)                | 1691                     |          | Karlskrona        | 56.15637, 15.58568 |                | Ladda upp en till bild av denna byggnad                                   |
| Thörnska gården (Adlersten 51)                                                                                 | Borgargård,Handelsgård (5 byggnader)           | 1793                     |          | Karlskrona        | 56.16338, 15.58985 |                | Ladda upp en till bild av denna byggnad                                   |
| Utklippans fyrplats (Utklippan 1:1; f.d. Norra och södra Skär 1:1)                                             | Fyrplats (4 byggnader)                         | 1830-talet               |          | Utklippan         | 55.95318, 15.70191 |                | Ladda upp en till bild av denna byggnad                                   |
| Västra kölhalningsbron (Karlskrona 4:20)                                                                       | Örlogsvarv (3 byggnader)                       | 1686                     |          | Karlskrona        | 56.15502, 15.58351 |                | Ladda upp en till bild av denna byggnad                                   |
| von Otterska gården (Wrangel 3 och 4)                                                                          | Borgargård (1 byggnad)                         | 1777                     |          | Karlskrona        | 56.15865, 15.59309 |                | Ladda upp en till bild av denna byggnad                                   |

## Olofströms kommun
| Namn                                      | Ursprunglig funktion                  | Byggår                   | Arkitekt | Plats    | Läge               | Anläggnings-ID | Bild                                    |
| ----------------------------------------- | ------------------------------------- | ------------------------ | -------- | -------- | ------------------ | -------------- | --------------------------------------- |
| Alltidhults skola (Alltidhult 1:42)       | Skola, folkskola (2 byggnader)        | 1844                     |          | Jämshög  | 56.26184, 14.45474 |                | Ladda upp en till bild av denna byggnad |
| Brokamåla backstuga (Brokamåla 1:17-1:18) | Backstuga (2 byggnader)               | 1800-talets första hälft |          | Jämshög  | 56.29811, 14.47996 |                | Ladda upp en till bild av denna byggnad |
| Ebbamåla gjuteri (Ebbemåla 1:16 och 1:48) | Gjuteri (13 byggnader)                | 1890                     |          | Kyrkhult | 56.37003, 14.68121 |                | Ladda upp en till bild av denna byggnad |
| Forneboda (Tulseboda 1:12 och 1:22)       | Fritidshus, sommarvilla (2 byggnader) | 1888                     |          | Kyrkhult | 56.35868, 14.60299 |                | Ladda upp en till bild av denna byggnad |
| Gränums bränneri (Gränum 4:73)            | Bränneri (2 byggnader)                | 1890-talet               |          | Gränum   | 56.22193, 14.59634 |                | Ladda upp en till bild av denna byggnad |

## Ronneby kommun
| Namn                                                   | Ursprunglig funktion      | Byggår           | Arkitekt | Plats       | Läge               | Anläggnings-ID | Bild                                    |
| ------------------------------------------------------ | ------------------------- | ---------------- | -------- | ----------- | ------------------ | -------------- | --------------------------------------- |
| Ekholms fotoateljé (Kalleberga 5:8)                    | Konstnärsateljé           | 1931             |          | Kallinge    | koordinater saknas |                | Ladda upp en till bild av denna byggnad |
| Hakarpsgården (Hakarp 2:10; f.d. 2:2)                  | Bondgård (2 byggnader)    | 1746             |          | Bräkne-Hoby | 56.20259, 15.12656 |                | Ladda upp en till bild av denna byggnad |
| Johannishus slott (Johannishus 1:2)                    | Slott (19 byggnader)      | 1779             |          | Johannishus | 56.24508, 15.41426 |                | Ladda upp en till bild av denna byggnad |
| Jordö missionshus (Jordö 2:52)                         | Frikyrka (1 byggnad)      | 1928             |          | Listerby    | 56.15952, 15.42703 |                | Ladda upp en till bild av denna byggnad |
| Möllerydsstugan (Johannishus 1:2)                      | Bondgård (1 byggnad)      | 1600-talet       |          | Hjortsberga | 56.25770, 15.39844 |                | Ladda upp en till bild av denna byggnad |
| Ronneby brunn (Karlstorp 2:1 o 2:2 och Ronneby 16:143) | Hälsobrunn (17 byggnader) | 1850             |          | Ronneby     | 56.19772, 15.28587 |                | Ladda upp en till bild av denna byggnad |
| Tromtö herrgård (Vambåsa 1:4)                          | Herrgård (7 byggnader)    | 1600-talets slut |          | Förkärla    | 56.16098, 15.48536 |                | Ladda upp en till bild av denna byggnad |

## Sölvesborgs kommun
| Namn                                                           | Ursprunglig funktion                               | Byggår  | Arkitekt         | Plats      | Läge               | Anläggnings-ID | Bild                                    |
| -------------------------------------------------------------- | -------------------------------------------------- | ------- | ---------------- | ---------- | ------------------ | -------------- | --------------------------------------- |
| Sölvesborgs slott, corps de logi (Borgen 3)                    | Herrgård (1 byggnad)                               | 1802    |                  | Sölvesborg | 56.05610, 14.59415 |                | Ladda upp en till bild av denna byggnad |
| Sölvesborgs slott, förvaltarebostad och uthuslängor (Borgen 4) | Herrgård (2 byggnader)                             | 1835    |                  | Sölvesborg | 56.05662, 14.59416 |                | Ladda upp en till bild av denna byggnad |
| Gamla fattighuset i Sölvesborg (Ungersbacke 13)                | Fattighus (1 byggnad)                              | 1825    |                  | Sölvesborg | 56.05232, 14.57834 |                | Ladda upp en till bild av denna byggnad |
| Hörby 6:2                                                      | Bondgård (7 byggnader)                             | 1841    |                  | Mjällby    | 56.04881, 14.65368 |                | Ladda upp en bild av denna byggnad      |
| Nicolaigården (Pelikanen 2, f.d Pelikanen 1, Gamla telegrafen) | Telegrafstation och televerk, spruthus (1 byggnad) | 1830    |                  | Sölvesborg | 56.05298, 14.58541 |                | Ladda upp en till bild av denna byggnad |
| Listers härads tingshus i Sölvesborg (Domaren 4)               | Tidigare tingshus, arrest och häkte (1 byggnad)    | 1919-21 | Gunnar Asplund   | Sölvesborg | 56.05100, 14.57718 |                | Ladda upp en till bild av denna byggnad |
| Stationshuset, Sölvesborg (Sölvesborg 4:5)                     | Järnvägsstation (1 byggnad)                        | 1891    | Folke Zettervall | Sölvesborg | 56.04996, 14.58354 |                | Ladda upp en till bild av denna byggnad |
| Valje gård (Valje 1:38)                                        | Herrgård (7 byggnader)                             | 1750    |                  | Valje      | 56.05543, 14.55335 |                | Ladda upp en till bild av denna byggnad |